# Ernst Olof Hultgren
Ernst Olof Hultgren, född 29 juli 1866 i Varberg, död 25 maj 1922 i Stockholm, var en svensk läkare, bror till Carl Hultgren.
Hultgren blev student 1885, medicine licentiat vid Karolinska institutet 1899, tjänstgjorde därefter som underläkare vid medicinska kliniken på Serafimerlasarettet och anställdes som överläkare vid Stockholms sjukhem 1900. Vid Karolinska institutets 100-årsjubileum 1910 blev han medicine hedersdoktor.
Som medicine studerande var han lärjunge till Robert Tigerstedt och ägnade sig med stor framgång särskilt åt näringsfysiologiska studier. Hultgren gjorde på detta område flera arbeten av bestående värde, de första, som med en tillförlitlig metodik utförts i Sverige, såsom näringsfysiologiska försök vid fritt val av föda och en studie över "den svenske arbetarens kosthåll" m.m. Han behöll sedermera sin ställning som expert på näringsfysiologi och var ofta anlitad vid uppgörande av planer för kosthållen på Sveriges sjukhus.
Hultgren var en av sin tids mest framstående invärtes läkare i Sverige och var vetenskapligt verksam på flera områden, vilket bland tog sig uttryck i arbetena Ueber die Addisonsche Krankheit in Schweden (1904) och Das Gehirngewicht des Menschen in Beziehung zum Alter und zu der Körpergrösse (1912). Han var bibliotekarie i Svenska Läkaresällskapet (från 1906), en av stiftarna av Svenska Linnésällskapet och läkare vid folkförsäkringsbolaget "Framtiden" (från dess stiftande, 1911).